# Liste der Stolpersteine in Bonn
Die Liste der Stolpersteine in Bonn enthält Stolpersteine, die im Rahmen des gleichnamigen Kunst-Projekts von Gunter Demnig in Bonn verlegt wurden.
Die 10 cm × 10 cm × 10 cm großen Betonquader mit Messingtafel sind in den Bürgersteig vor jenen Häusern eingelassen, in denen die Opfer einmal zu Hause waren. Die Inschrift der Tafel gibt Auskunft über ihren Namen, ihr Alter und ihr Schicksal. Die Stolpersteine sollen dem Vergessen der Opfer der nationalsozialistischen Gewaltherrschaft entgegenwirken.

## Geschichte
Die ersten Stolpersteine wurden am 27. Juni 2002 verlegt, den 60. Jahrestag des Beginns der Deportation der jüdischen Bevölkerung aus Bonn im Jahr 1942. Bonn war die vierte Stadt in Nordrhein-Westfalen die damit der Opfer unter der örtlichen Bevölkerung gedachte. Bei der letzten Verlegung am 8. und 9. Juni 2022 wurden 36 Steine gesetzt. Damit finden sich in der Stadt insgesamt 385 Stolpersteine.

## Liste der Stolpersteine
| Adresse                       | Person(en)                                                             | Verlegedatum  | Inschrift | Bild |
| ----------------------------- | ---------------------------------------------------------------------- | ------------- | --- | --- |
| Adolfstraße 43                | Faust, Josef                                                           | 2013          | Hier wohnte Josef Faust Jg. 1933 1941 Unterbringung Franz-Sales-Haus Essen 'verlegt’ 1943 Landesheilanstalt Kinderfachabteilung Leipzig-Dösen ermordet 6.7.1943                             | |
| Adolfstraße 84                | Löwenstein, Clara                                                      | 2009          | Hier wohnte Clara Löwenstein Jg. 1893 deportiert 15.6.1942 Izbica ermordet | |
| Alte Bahnhofstraße 8          | Weil, Wilhelm                                                          | 2004          | Hier wohnte Wilhelm Weil Jg. 1878 deportiert 1942 verschollen | |
| Alte Bahnhofstraße 8          | Weil, Jenny                                                            | 2004          | Hier wohnte Jenny Weil Jg. 1899 deportiert verschollen | |
| Alte Bahnhofstraße 8          | Spiegel, Johanna                                                       | 2008          | Hier wohnte Johanna Spiegel Jg. 1866 deportiert 1942 Theresienstadt tot 7.1.1944 | |
| Alte Bahnhofstraße 22         | Adler, Rosalie                                                         | 2003          | Hier wohnte Rosalie Adler geb. Friesem Jg. 1888 deportiert 1942 ermordet in Minsk | |
| Alte Bahnhofstraße 22         | Adler, Ruth                                                            | 2003          | Hier wohnte Ruth Adler Jg. 1915 deportiert 1942 ermordet in Minsk | |
| Am Finkenberg 1               | Messinger, Josef                                                       | 2003          | Hier wohnte Joseph Messinger Jg. 1907 ermordet 1933 | |
| Am Hof 22                     | Winterberg, Irmgard                                                    | 2002          | Hier wohnte Irmgard Winterberg geb. Lewinski Jg. 1904 deportiert 1942 Theresienstadt 1944 Auschwitz Tod nach der Befreiung                                                                  | |
| Am Hof 22                     | Winterberg, Siegfried                                                  | 2002          | Hier wohnte Siegfried Winterberg Jg. 1900 deportiert 1942 Theresienstadt 1944 Auschwitz ermordet am 15.12.1944 in Dachau                                                                    | |
| Am Hof 22                     | Winterberg, Anneliese                                                  | Nov. 2023     | Hier wohnte Anneliese Winterberg Verh. Nossbaum Jg. 1929 deportiert 1942 Theresienstadt 1944 Auschwitz 1945 Kz Mauthausen befreit                                                           | |
| Am Nesselroder Hof 4          | Franz, Karl Michael                                                    | 2022          | Hier wohnte Karl Michael Franz Jg. 1939 deportiert 1943 Auschwitz ermordet 29.12.1943 | |
| Am Nesselroder Hof 4          | Franz, Lydia                                                           | 2022          | Hier wohnte Lydia Franz Jg. 1920 deportiert 1943 Auschwitz ermordet 26.11.1943 | |
| Am Nesselroder Hof 4          | Landsberger, Adolf                                                     | 2022          | Hier wohnte Adolf Landsberger Jg. 1934 Pflegekind deportiert 1943 ermordet in Auschwitz | |
| Am Nesselroder Hof 4          | Reinhardt, Pauline                                                     | 2022          | Hier wohnte Pauline Reinhardt Jg. 1887 deportiert 1943 Auschwitz ermordet 11.12.1943 | |
| Annaberger Straße 74          | Roth, Joseph                                                           | 2006          | Hier wohnte Joseph Roth Jg. 1896 deportiert 1944 KZ Buchenwald befreit tot 1945 Haftfolgen                                                                                                  | |
| Argelanderstraße 2a           | Zuntz, Maria                                                           | 2014          | Hier wohnte Maria Zuntz geb. Cohen Jg. 1872 gedemütigt/entrechtet Flucht in den Tod 30.1.1942                                                                                               | |
| Argelanderstraße 10           | Bukofzer, Cäsar                                                        | 2003          | Hier wohnte Cäsar Bukofzer Jg. 1886 deportiert 1942 verschollen in Auschwitz | |
| Argelanderstraße 10           | Bukofzer, Julie                                                        | 2003          | Hier wohnte Julie Bukofzer geb. Menken Jg. 1878 deportiert 1942 verschollen in Auschwitz | |
| Argelanderstraße 91           | Appel, Adolf                                                           | 12. Sep. 2024 | Hier wohnte Adolf Appel Jg. 1892 seit 1919 mehrmals eingewiesen Heilanstalt Bonn 1932 Heilanstalt Saffig Heilanstalt Waldniel ermordet 10.2.1940                                            | |
| Argelanderstraße 91           | Appel, Frieda                                                          | 12. Sep. 2024 | Hier wohnte Frieda Appel geb. Herz Jg. 1901 Flucht 1941 Spanien | |
| Argelanderstraße 91           | Appel, Kurt Kenneth                                                    | 12. Sep. 2024 | Hier wohnte Kurt Kenneth Appel Jg. 1926 Kindertransport 1939 England | |
| Argelanderstraße 135          | Rülf, Jacob                                                            | 2007          | Hier wohnte Jacob Rülf Jg. 1869 interniert Kloster Endenich tot 26.6.1942 | |
| Auf dem Hügel 7               | Apfel, Julius                                                          | 2006          | Hier wohnte Julius Apfel Jg. 1888 deportiert 1942 Theresienstadt tot 10.6.1943 | |
| Auf dem Hügel 7               | Apfel, Irma                                                            | 2006          | Hier wohnte Irma Apfel geb. Levy Jg. 1903 deportiert 1942 Theresienstadt tot 1944 Auschwitz                                                                                                 | |
| Auf dem Hügel 7               | Apfel, Jenny                                                           | 2006          | Hier wohnte Jenny Apfel geb. Sommer Jg. 1864 tot 10.2.1943 | |
| Auf dem Hügel 7               | Apfel, Ursula                                                          | 2006          | Hier wohnte Ursula Apfel Jg. 1929 deportiert 1942 Theresienstadt tot 1944 Auschwitz | |
| Auf dem Hügel 7               | Apfel, Miriam                                                          | 2006          | Hier wohnte Miriam Apfel Jg. 1942 tot am Tag der Geburt | |
| Baumschulallee 26             | Hirsch, Ida                                                            | 2010          | Hier wohnte Ida Hirsch geb. Sollinger Jg. 1873 deportiert 1942 Theresienstadt tot 2.2.1944                                                                                                  | |
| Baumschulallee 26             | Hirsch, Hermann                                                        | 2010          | Hier wohnte Hermann Hirsch Jg. 1876 deportiert 1942 Theresienstadt tot 13.3.1943 | |
| Baumschulallee 33             | Meyer, Anna                                                            | 2014          | Hier wohnte Anna Meyer geb. Simonsfeld gedemütigt/entrechtet Flucht in den Tod 22.8.1942 | |
| Belderberg 13                 | Janssen, Adele (geb. Rose)                                             | 2020          | Hier wohnte Adele Janssen Geb. Rose Jg. 1884 Eingewiesen 1938 Heilanstalt Bonn Verlegt 11.2.1941 Hadamar Ermordet 11.2.1941 Aktion T 4                                                      | |
| Belderberg 13                 | Janssen, Leo                                                           | 2020          | Hier wohnte Leo Janssen Jg. 1916 Versteckt Mit Hilfe Überlebt | |
| Berliner Freiheit 21          | Biglajzer, Alfred                                                      | 2020          | Hier Wohnte Alfred Biglajzer Jg. 1925 Ausgewiesen 14.5.1939 Polen 1940 Lodz / Litzmannstadt 1941 Zwangsarbeiterlager Paulseck Ermordet 9.5.1942                                             | |
| Berliner Freiheit 21          | Biglajzer, Julie (geb. Nathan)                                         | 2020          | Hier Wohnte Julie Biglajzer geb. Nathan Jg. 1898 Ausgewiesen 14.5.1939 Polen 1940 Lodz / Litzmannstadt 1942 Chelmno / Kulmhof Ermordet 1942                                                 | |
| Berliner Freiheit 21          | Biglajzer, Wolf Rywen                                                  | 2020          | Hier Wohnte Wolf Rywen Biglajzer Jg. 1897 Polenaktion 1938 Bentschen / Zbaszyn 1940 Lodz / Litzmannstadt Ermordet 16.11.1942                                                                | |
| Berliner Freiheit 21          | Biglajzer, Hans                                                        | 2020          | Hier Wohnte Hans Biglajzer Jg. 1926 Ausgewiesen 14.5.1939 Polen 1940 Lodz / Litzmannstadt 1944 Auschwitz, Dachau 1945 Landsberg Befreit                                                     | |
| Berliner Freiheit 21          | Biglajzer, Hilde                                                       | 2020          | Hier Wohnte Hilde Biglajzer Jg. 1920 Flucht 1939 England | |
| Berliner Freiheit 36          | Weill, Arthur                                                          | 2019          | Hier wohnte Arthur Weill Jg. 1876 Flucht 1933 Frankreich interniert Drancy deportiert 1944 ermordet in Auschwitz                                                                            | |
| Berta-Lungstras-Straße 19     | Niedermair, Paul                                                       | 2021          | Hier wohnte Paul Niedermair Jg. 1902 verhaftet 1935 'Vorbereitung Hochverrat' Zuchthaus Siegburg Emslandlager 1944 Strafbataillon 999 überlebt                                              | |
| Berta-Lungstras-Straße 23     | Herz, Elisabeth                                                        | 2018          | Hier wohnte Elisabeth Herz Jg. 1917 interniert Sept. 1944 Köln Müngersdorf geflohen mit Hilfe überlebt                                                                                      | |
| Berta-Lungstras-Straße 23     | Herz, Meyer                                                            | 2018          | Hier wohnte Meyer Herz Jg. 1884 verhaftet 21.6.1938 Sachsenhausen ermordet 8.2.1939 | |
| Berta-Lungstras-Straße 35     | Hengstler, Helmut                                                      | 2020          | Hier wohnte Helmut Hengstler Jg. 1911 verhaftet 1936 'Vorbereitung Hochverrat' Zuchthaus Siegburg entlassen 1939 Fahnenflucht 1942 Todesurteil 12.1.1943 Hingerichtet 25.1.1943 Le Barcarés | |
| Bonner Straße 10              | Kahn, Albert                                                           | 2003          | Hier wohnte Albert Kahn Jg. 1888 deportiert 1942 ermordet in Minsk | |
| Bonner Straße 10              | Kahn, Eva                                                              | 2003          | Hier wohnte Eva Kahn Jg. 1891 deportiert 1942 ermordet in Minsk | |
| Bonner Straße 10              | Kahn, Thea                                                             | 2003          | Hier wohnte Thea Kahn Jg. 1921 deportiert 1942 ermordet in Minsk | |
| Bonner Straße 74              | Cahn, Hugo                                                             | 2003          | Hier wohnte Hugo Cahn Jg. 1906 deportiert 1942 für tot erklärt | |
| Bonner Straße 74              | Cahn, Edith                                                            | 2003          | Hier wohnte Edith Cahn geb. Scheidemann Jg. 1914 deportiert 1942 für tot erklärt | |
| Bonner Straße 74              | Cahn, Salo                                                             | 2003          | Hier wohnte Salo Cahn Jg. 1940 deportiert 1942 für tot erklärt | |
| Bonner Straße 74              | Klee, Johanna                                                          | 2003          | Hier wohnte Johanna Klee geb. Kaufmann Jg. 1899 Deportiert 1942 Theresienstadt tot in Auschwitz                                                                                             | |
| Bonner Straße 74              | Klee, Maximilian                                                       | 2003          | Hier wohnte Maximilian Klee Jg. 1894 Deportiert 1942 Theresienstadt tot in Auschwitz | |
| Bonner Talweg 88              | Herz, Bertha                                                           | 2008          | Hier wohnte Bertha Herz Jg. 1871 deportiert 1942 Theresienstadt 1942 Treblinka ermordet | |
| Bonner Talweg 88              | Herz, Robert                                                           | 2008          | Hier wohnte Robert Herz Jg. 1873 deportiert 1942 Theresienstadt 1942 Treblinka ermordet | |
| Bonner Talweg 88              | Herz, Wilhelmine                                                       | 2008          | Hier wohnte Wilhelmine Herz Jg. 1881 deportiert 1942 Theresienstadt 1942 Treblinka ermordet                                                                                                 | |
| Bornheimer Straße 20          | Daniel, Nathan                                                         | 2009          | Hier wohnte Nathan Daniel Jg. 1858 deportiert 27.7.1942 Theresienstadt tot 29.10.1942 | |
| Bornheimer Straße 20          | Daniel, Philippine                                                     | 2009          | Hier wohnte Philippine Daniel geb. Lion Jg. 1877 deportiert 27.7.1942 tot in Theresienstadt                                                                                                 | |
| Breite Straße 8               | Jonas, Paula                                                           | 2009          | Hier wohnte Paula Jonas Jg. 1892 deportiert 1941 tot | |
| Breite Straße 17              | Herz, Else                                                             | 2010          | Hier wohnte Else Herz geb. Arensberg Jg. 1901 deportiert 1942 Minsk ermordet 24.7.1942 Maly Trostenez                                                                                       | |
| Breite Straße 17              | Herz, Siegmund                                                         | 2010          | Hier wohnte Siegmund Herz Jg. 1897 deportiert 1942 Minsk ermordet 24.7.1942 Maly Trostenez                                                                                                  | |
| Breite Straße 26              | Wolff, Karl                                                            | 2009          | Hier wohnte Karl Wolff Jg. 1897 deportiert 27.7.1942 Theresienstadt Auschwitz ermordet 6.10.1944                                                                                            | |
| Breite Straße 26              | Wolff, Lina                                                            | 2009          | Hier wohnte Lina Wolff geb. Levy Jg. 1904 deportiert 27.7.1942 Theresienstadt Auschwitz ermordet 6.10.1944                                                                                  | |
| Breite Straße 26              | Wolff, Arno                                                            | 2009          | Hier wohnte Arno Wolff Jg. 1928 deportiert 27.7.1942 Theresienstadt 1944 Auschwitz 1944 Dachau KZ-Außenlager Kaufering VI – Türkheim befreit 29.4.1945 tot an Folgen                        | |
| Brüdergasse 13                | Kussel, Ludwig                                                         | 2008          | Hier wohnte Ludwig Kussel Jg. 1905 deportiert 1942 Maly Trostenez ermordet 24.7.1942 | |
| Budapester Straße 19          | Apfel, Siegmund                                                        | 2012          | Hier wohnte Siegmund Apfel Jg. 1881 deportiert 1942 Maly Trostenez ermordet 24.7.1942 | |
| Budapester Straße 19          | Apfel, Minna                                                           | 2012          | Hier wohnte Minna Apfel geb. Laubheim Jg. 1886 deportiert 1942 Maly Trostenez ermordet 24.7.1942                                                                                            | |
| Bundeskanzlerplatz 7          | Simon, Alfred                                                          | 2024          | Hier wohnte Alfred Simon Jg. 1899 interniert 1941, Sammellager Endenich deportiert 1942, Theresienstadt 1945 KZ Flossenbürg, Aussenlager Leitmeritz ermordet 19.02.1945                     | |
| Bundeskanzlerplatz 7          | Simon, Liselotte                                                       | 2024          | Hier wohnte Liselotte Simon verh. Grueneberg Jg. 1924 Kindertransport 1939, England | |
| Bundeskanzlerplatz 7          | Simon, Henriette                                                       | 2024          | Hier wohnte Henriette Simon geb. Eutinger Jg. 1900 interniert 1941, Sammellager Endenich deportiert 1942, Theresienstadt 1944 Auschwitz ermordet                                            | |
| Burbacher Straße 2            | Alda, Franz                                                            | 2021          | Hier wohnte Franz Alda Jg. 1886 mehrmals verhaftet verurteilt §175 1937 Gefängnis Bonn 1940 Gefängnis Wittlich „Schutzhaft“ 1941 Sachsenhausen ermordet 25.11.1941                          | |
| Burbacher Straße 88           | Rosenberg, Karl                                                        | 2008          | Hier wohnte Karl Rosenberg Jg. 1866 deportiert 1942 Theresienstadt 1942 Treblinka ermordet                                                                                                  | |
| Burbacher Straße 88           | Rosenberg, Johanna                                                     | 2008          | Hier wohnte Johanna Rosenberg geb. Heumann Jg. 1866 deportiert 1942 Theresienstadt 1942 Treblinka ermordet                                                                                  | |
| Burbacher Straße 251          | Marx, Bernhard                                                         | 2009          | Hier wohnte Bernhard Marx Jg. 1897 deportiert 20.7.1942 Minsk ermordet 24.7.1942 | |
| Burbacher Straße 251          | Marx, Erna                                                             | 2009          | Hier wohnte Erna Marx geb. Hartmann Jg. 1899 deportiert 20.7.1942 Minsk ermordet 24.7.1942                                                                                                  | |
| Burbacher Straße 251          | Marx, Helena                                                           | 2009          | Hier wohnte Helena Marx Jg. 1929 deportiert 20.7.1942 Minsk ermordet 24.7.1942 | |
| Burbacher Straße 251          | Marx, Julie                                                            | 2009          | Hier wohnte Julie Marx Jg. 1936 deportiert 20.7.1942 Minsk ermordet 24.7.1942 | |
| Burgstraße 33                 | Roth, Josef                                                            | 2020          | Hier Arbeitete Joseph Roth Jg. 1896 Verhaftet 22.8.1944 Aktion Gitter Buchenwald Entlassen 22.10.1944 Tot An Haftfolgen 22.1.1945                                                           | |
| Burgstraße 54                 | Oster, Henriette                                                       | 2019          | Hier wohnte Henriette Oster geb. Meyer Jg. 1859 unfreiwillig verzogen 1942 Köln gedemütigt / entrechtet tot 14.9.1942                                                                       | |
| Burgstraße 54                 | Oster, Karoline                                                        | 2020          | Hier wohnte Karoline Oster Jg. 1881 unfreiwillig verzogen 1942 Köln deportiert 1942 Theresienstadt ermordet 21.3.1944                                                                       | |
| Burgstraße 54                 | Oster, Martha                                                          | 2020          | Hier wohnte Martha Oster geb. Daniel Jg. 1892 interniert 1942 Sammellager Endenich deportiert 1942 Theresienstadt 1943 Auschwitz ermordet                                                   | |
| Burgstraße 54                 | Oster, Theodor                                                         | 2020          | Hier wohnte Theodor Oster Jg. 1882 interniert 1942 Sammellager Endenich deportiert 1942 Theresienstadt ermordet 27.7.1942                                                                   | |
| Burgstraße 54                 | Oster, Julie                                                           | 2020          | Hier wohnte Julie Oster Jg. 1888 unfreiwillig verzogen 1942 Köln deportiert 1942 Theresienstadt 1943 Auschwitz ermordet                                                                     | |
| Burgstraße 81                 | Frenkel, Raphael                                                       | 2006          | Hier wohnte Raphael Frenkel Jg. 1873 deportiert 1942 Minsk ermordet 24.7.1942 | |
| Burgstraße 81                 | Frenkel, Bertha                                                        | 2006          | Hier wohnte Bertha Frenkel geb. Drücker interniert 1941 Kloster Endenich tot 3.2.1942 | |
| Burgstraße 81                 | Frenkel, Erna                                                          | 2006          | Hier wohnte Erna Frenkel Jg. 1911 deportiert 1942 Minsk ermordet 24.7.1942 | |
| Burgstraße 81                 | Frenkel, Isidor                                                        | 2007          | Hier wohnte Isidor Frenkel Jg. 1901 Flucht 1938 Holland deportiert Auschwitz ermordet 6.3.1944                                                                                              | |
| Burgstraße 81                 | Frenkel, Emma                                                          | 2007          | Hier wohnte Emma Frenkel geb. Brünell Jg. 1908 Flucht 1938 Holland deportiert Auschwitz ermordet 6.3.1944                                                                                   | |
| Burgstraße 81                 | Frenkel, Ralf                                                          | 2007          | Hier wohnte Ralf Frenkel Jg. 1936 Flucht 1938 Holland deportiert Auschwitz ermordet 6.3.1944                                                                                                | |
| Clemens-August-Straße 17      | Wolff, Amalie                                                          | 2007          | Hier wohnte Amalie Wolff geb. Scheuer Jg. 1870 deportiert 1942 tot | |
| Colmantstraße 10a             | Dr. Samuel, Arthur                                                     | 2023          | Hier wohnte Dr. Arthur Samuel Jg. 1885 Flucht 1939 USA | |
| Colmantstraße 10a             | Samuel, Hildegard                                                      | 2023          | Hier wohnte Hildegard "Hilde" Samuel geb. Behr Jg. 1899 Flucht 1939 USA | |
| Colmantstraße 10a             | Samuel, Erika                                                          | 2023          | Hier wohnte Erika Samuel verh. Wilhelm Jg. 1926 Flucht 1939 USA | |
| Colmantstraße 10a             | Samuel, Gerhard                                                        | 2023          | Hier wohnte Gerhard Samuel Jg. 1924 Flucht 1939 USA | |
| Combahnstraße 24              | Herz, Max                                                              | 2002          | Hier wohnte Max Herz Jg. 1894 deportiert 1942 Minsk für tot erklärt | |
| Combahnstraße 24              | Herz, Edith                                                            | 2002          | Hier wohnte Edith Herz geb. Goldreich Jg. 1893 deportiert 1942 ermordet in Minsk | |
| Combahnstraße 24              | Herz, Raphael                                                          | 2019          | Hier wohnte Raphael Herz Jg. 1927 Flucht 1935 Palästina | |
| Combahnstraße 24              | Herz, Ruth                                                             | 2002          | Hier wohnte Ruth Herz geb. Goldreich Jg. 1925 deportiert 1942 ermordet in Minsk | |
| Combahnstraße 43              | Freudenthal, Kurt                                                      | 2016          | Hier wohnte Kurt Freudenthal Jg. 1891 interniert 1941 Sammellager Endenich deportiert 1942 ermordet in Sobibór                                                                              | |
| Combahnstraße 43              | Freudenthal, Adele                                                     | 2016          | Hier wohnte Adele Freudenthal geb. Dannenberg Jg. 1901 interniert 1941 Sammellager Endenich deportiert 1942 ermordet in Sobibór                                                             | |
| Combahnstraße 43              | Freudenthal, Ruth                                                      | 2016          | Hier wohnte Ruth Freudenthal geb. Goldreich Jg. 1924 Flucht 1937 in die USA | |
| Combahnstraße 45              | Herz, Moses                                                            | 2003          | Hier wohnte Moses Herz Jg. 1863 deportiert 1942 Theresienstadt tot am 12.6.1943 | |
| Denglerstraße 42              | Dammann, Paula                                                         | 2004          | Hier wohnte Paula Dammann geb. Raphael Jg. 1879 deportiert 1942 verschollen | |
| Doetschstraße                 | Goldschmidt, Emil                                                      | 2006          | Hier wohnte Emil Goldschmidt Jg. 1873 deportiert 1942 Theresienstadt tot in Treblinka | |
| Doetschstraße                 | Goldschmidt, Henriette                                                 | 2006          | Hier wohnte Henriette Goldschmidt geb. Abraham Jg. 1873 deportiert 1942 Theresienstadt tot in Treblinka                                                                                     | |
| Ellerstraße 34                | Meyer, Albert                                                          | 2022          | Hier wohnte Albert Meyer Jg. 1886 gedemütigt/entrechtet Tot 1. Feb. 1934 | |
| Ellerstraße 34                | Meyer, Karoline                                                        | 2022          | Hier wohnte Karoline Meyer Geb. Kaufmann Jg. 1891 interniert 1941 Sammellager Endenich deportiert 1942 Theresienstadt 1944 Auschwitz ermordet                                               | |
| Ellerstraße 34                | Meyer, Therese                                                         | 2022          | Hier wohnte Therese Meyer Verh. Edelstein Jg. 1915 verzogen/Heirat 1933 Köln Flucht USA | |
| Ellerstraße 34                | Meyer, Gustav Jacob                                                    | 2022          | Hier wohnte Gustav Jacob Meyer Jg. 1928 Flucht 1939 England | |
| Ellerstraße 34                | Meyer, Herbert                                                         | 2022          | Hier wohnte Herbert Meyer Jg. 1918 deportiert 1942 Majdanek 1944 Auschwitz Todesmarsch 1945 Lüneburg ermordet                                                                               | |
| Ellerstraße 34                | Meyer, Erika                                                           | 2022          | Hier wohnte Erika Meyer Verh. Birkenholz Jg. 1921 Flucht 1939 England | |
| Ellerstraße 68                | Barchfeld, Franz                                                       | 9. Sep. 2024  | | Bild gesucht Der Benutzer GeorgDerReisende ( Diskussion ) wünscht sich an dieser Stelle ein Bild vom Ort mit diesen Koordinaten 50.740704 7.084744 . Motiv: Ellerstraße 68: der Stolperstein für Franz Barchfeld, die Lage und das Haus Falls du dabei helfen möchtest, erklärt die Anleitung , wie das geht. BW        |
| Endenicher Straße 58          | Winkler, Robert Arthur                                                 | 2019          | Hier wohnte Robert Arthur Winkler Jg. 1898 Zeuge Jehovas verhaftet Juni 1935 Esterwegen Flucht 1936 Holland 1944 Sachsenhausen befreit                                                      | |
| Endenicher Straße 290         | Sommer, Sybilla                                                        | 2007          | Hier wohnte Sybilla Sommer geb. Appel Jg. 1862 Flucht 1939 Holland interniert Westerbork deportiert 1943 Sobibor ermordet 9.4.1943                                                          | |
| Endenicher Straße 290         | Sommer, Walter                                                         | 2007          | Hier wohnte Walter Sommer Jg. 1902 Flucht 1938 Belgien interniert Drancy deportiert 1942 Auschwitz ermordet                                                                                 | |
| Endenicher Straße 290         | Sommer, Karl                                                           | 2007          | Hier wohnte Karl Sommer Jg. 1895 Flucht 1938 Belgien interniert Drancy deportiert 1942 Auschwitz ermordet                                                                                   | |
| Endenicher Straße 347         | Appel, Henriette                                                       | 2010          | Hier wohnte Henriette Appel Jg. 1866 deportiert 1942 Theresienstadt 1942 Treblinka ermordet                                                                                                 | |
| Endenicher Straße 347         | Appel, Walter                                                          | 2010          | Hier wohnte Walter Appel Jg. 1895 deportiert 1942 Izbica ermordet | |
| Estermannstraße 133           | Mayer, Gustav                                                          | 2021          | Hier wohnte Gustav Mayer Jg. 1855 gedemütigt / entrechtet tot 16.10.1939 | |
| Estermannstraße 133           | Mayer, Franziska 'Fanny'                                               | 2021          | Hier wohnte Franziska 'Fanny' Mayer Geb. Baumann Jg. 1850 interniert 1942 Sammellager Endenich deportiert 1942 Theresienstadt ermordet 5.8.1942                                             | |
| Estermannstraße 133           | Mayer, Johanna                                                         | 2021          | Hier wohnte Johanna Mayer Jg. 1881 gedemütigt entrechtet tot 6.1.1939 | |
| Estermannstraße 133           | Mayer, Leo                                                             | 2021          | Hier wohnte Leo Mayer Jg. 1892 Flucht 1939 USA | |
| Estermannstraße 133           | Mayer, Margarete                                                       | 2021          | Hier wohnte Margarete Mayer Geb. Jacobs Jg. 1901 Flucht 1939 USA | |
| Estermannstraße 133           | Mayer, Paula                                                           | 2021          | Hier wohnte Paula Mayer Jg. 1890 interniert 1942 Sammellager Endenich deportiert 1942 Theresienstadt 1944 Stutthof ermordet 24.7.1944                                                       | |
| Estermannstraße 133           | Baehr, Johanna                                                         | 9. Sep. 2024  | | Bild gesucht Der Benutzer GeorgDerReisende ( Diskussion ) wünscht sich an dieser Stelle ein Bild vom Ort mit diesen Koordinaten 50.761988 7.080509 . Motiv: Estermannstraße 133: der Stolperstein für Johanna Baehr, die Lage und das Haus Falls du dabei helfen möchtest, erklärt die Anleitung , wie das geht. BW     |
| Euskirchener Straße 35        | Daniel, Jakob                                                          | Apr. 2012     | Hier wohnte Jakob Daniel Jg. 1893 deportiert 1942 Maly Trostenez ermordet 24.7.1942 | |
| Euskirchener Straße 35        | Daniel, Selma                                                          | Apr. 2012     | Hier wohnte Selma Daniel geb. Leven Jg. 1893 deportiert 1942 Maly Trostenez ermordet 24.7.1942                                                                                              | |
| Euskirchener Straße 35        | Daniel, Ruth                                                           | Apr. 2012     | Hier wohnte Ruth Daniel Jg. 1927 deportiert 1942 Maly Trostenez ermordet 24.7.1942 | |
| Euskirchener Straße 52        | Meyer, Sarah                                                           | Apr. 2014     | Hier wohnte Sarah Meyer geb. Mai Jg. 1885 interniert 1941 Lager Endenich deportiert 1942 Minsk ermordet 24.7.1942 Maly Trostenez                                                            | |
| Euskirchener Straße 52        | Meyer, Jakob                                                           | Apr. 2014     | Hier wohnte Jakob Meyer Jg. 1879 interniert 1941 Lager Endenich deportiert 1942 Minsk ermordet 24.7.1942 Maly Trostenez                                                                     | |
| Euskirchener Straße 52        | Meyer, Hertha                                                          | Apr. 2014     | Hier wohnte Hertha Meyer Jg. 1919 interniert 1941 Lager Endenich deportiert 1942 Minsk ermordet 24.7.1942 Maly Trostenez                                                                    | |
| Frankengraben 40              | Stoßdor, Hubert                                                        | Nov. 2023     | Hier wohnte Hubert Stossdorf Jg. 1926 eingewiesen 1937 Heilanstalt Bonn 1938 Franz-Sales-Haus Essen 1942 Alexianer-Anstalt Mönchengladbach Tot 5. Dez. 1943                                 | |
| Friedrich-Breuer-Straße       | Kaufmann, Ludwig                                                       | 2002          | Hier wohnte Ludwig Kaufmann Jg. 1896 deportiert 1942 Ziel unbekannt verschollen | |
| Friedrich-Breuer-Straße       | Kaufmann, Erna                                                         | 2002          | Hier wohnte Erna Kaufmann geb. Oster Jg. 1903 deportiert 1942 Ziel unbekannt verschollen | |
| Friedrich-Breuer-Straße       | Kaufmann, Ruth                                                         | 2002          | Hier wohnte Ruth Kaufmann Jg. 1937 deportiert 1942 Ziel unbekannt verschollen | |
| Friedrich-Breuer-Straße       | Kaufmann, Karl                                                         | 2002          | Hier wohnte Karl Kaufmann Jg. 1894 deportiert 1942 Ziel unbekannt verschollen | |
| Friedrich-Breuer-Straße 17    | Frank, Isaak Karl                                                      | 2004          | Hier wohnte Isaak Karl Frank Jg. 1860 deportiert 1942 Theresienstadt tot 9.9.1942 | |
| Friedrich-Breuer-Straße 17    | Frank, Erna                                                            | 2004          | Hier wohnte Erna Frank Jg. 1906 deportiert 1942 ermordet in Minsk | |
| Friedrich-Breuer-Straße 17    | Frank, Karola                                                          | 2004          | Hier wohnte Karola Frank Jg. 1919 deportiert 1942 für tot erklärt | |
| Friedrich-Breuer-Straße 25    | Herz, Ella                                                             | 2004          | Hier wohnte Ella Herz geb. Neumann Jg. 1867 deportiert 1942 Theresienstadt verschollen in Treblinka                                                                                         | |
| Friedrich-Breuer-Straße 25    | Herz, Alfred                                                           | 2004          | Hier wohnte Alfred Herz Jg. 1896 1939 Flucht Niederlande deportiert tot 31.3.1944 in Auschwitz                                                                                              | |
| Friedrich-Breuer-Straße 25    | Herz, Lucie                                                            | 2004          | Hier wohnte Lucie Herz geb. Wolff Jg. 1900 1939 Flucht Niederlande deportiert - Auschwitz für tot erklärt                                                                                   | |
| Friedrich-Breuer-Straße 25    | Herz, Ingeborg                                                         | 2004          | Hier wohnte Ingeborg Herz Jg. 1927 1939 Flucht Niederlande deportiert Auschwitz für tot erklärt                                                                                             | |
| Friedrich-Breuer-Straße 34    | Weis, Max                                                              | 2018          | Hier wohnte Dr. Max Weis Jg. 1881 'Schutzhaft' 1938 Flucht 1939 Kuba MS St. Louis Einreise verweigert England                                                                               | |
| Friedrich-Breuer-Straße 34    | Weis, Hans Kurt                                                        | 2018          | Hier wohnte Dr. Hans Kurt Weis Jg. 1908 1938 Flucht USA verstorben 1942 in San Francisco | |
| Friedrich-Breuer-Straße 34    | Weis, Sibilla                                                          | 2018          | Hier wohnte Sibilla (Billa) Weis geb. Mendel Jg. 1886 Flucht 1939 Kuba MS St. Louis Einreise verweigert England                                                                             | |
| Friedrichstraße 51            | Getreider, Anna                                                        | 2003          | Hier wohnte Anna Getreider geb. Klaber Jg. 1890 abgeschoben 1939 Polen für tot erklärt | |
| Friedrichstraße 51            | Getreider, Paul                                                        | 2003          | Hier wohnte Paul Getreider Jg. 1892 abgeschoben 1937 Polen für tot erklärt | |
| Friedrichstraße 51            | Getreider, Heinz                                                       | 2003          | Hier wohnte Heinz Getreider Jg. 1927 abgeschoben 1939 Polen für tot erklärt | |
| Friedrich-Wilhelm-Straße 6    | Landsberg, Anna                                                        | 2008          | Hier wohnte Anna Landsberg geb. Silverberg Jg. 1878 gedemütigt/entrechtet Flucht in den Tod 4.5.1938                                                                                        | |
| Friedrich-Wilhelm-Straße 6    | Landsberg, Paul Ludwig                                                 | 2008          | Hier wohnte Paul Ludwig Landsberg Jg. 1901 Flucht 1933 Schweiz verhaftet 1943 Frankreich deportiert Sachsenhausen tot 2.4.1944                                                              | |
| Friesdorfer Straße 90         | Daniel, Jeanette                                                       | 2010          | Hier wohnte Jeanette Daniel geb. Behr Jg. 1860 Flucht 1936 Holland interniert 1942 Westerbork deportiert 1943 Auschwitz ermordet 17.9.1943                                                  | |
| Friesdorfer Straße 90         | Daniel, Frieda                                                         | 2010          | Hier wohnte Frieda Daniel Jg. 1887 Flucht 1936 Holland interniert 1942 Westerbork deportiert 1943 Auschwitz ermordet 17.9.1943                                                              | |
| Friesdorfer Straße 90         | Daniel, Josef                                                          | 2010          | Hier wohnte Josef Daniel Jg. 1894 Flucht 1936 Holland interniert 1942 Westerbork deportiert 1943 Sobibor ermordet 18.5.1943                                                                 | |
| Friesdorfer Straße 92         | Isaak, Max                                                             | 2005          | Hier wohnte Max Isaak Jg. 1874 deportiert 1942 Theresienstadt ermordet in Treblinka | |
| Friesdorfer Straße 92         | Isaak, Sara                                                            | 2005          | Hier wohnte Sara Isaak geb. Wolff Jg. 1874 deportiert 1942 Theresienstadt ermordet in Treblinka                                                                                             | |
| Friesdorfer Straße 92         | Israel, Lina                                                           | 2004          | Hier wohnte Lina Israel geb. Kaufmann Jg. 1878 deportiert 1942 ermordet | |
| Friesdorfer Straße 92         | Nachmann, Paula                                                        | 2010          | Hier wohnte Paula Nachmann geb. Isaak deportiert 1942 Minsk ermordet 24.7.1942 Maly Trostenez                                                                                               | |
| Gangolfstraße 7               | Arensberg, Martha                                                      | 2008          | Hier wohnte Martha Arensberg Jg. 1896 deportiert 1942 Lublin ermordet | |
| Gangolfstraße 7               | Arensberg, Leopold                                                     | 2008          | Hier wohnte Leopold Arensberg Jg. 1897 deportiert 1942 Lublin ermordet | |
| Gangolfstraße 7               | Kussel, Adele                                                          | 2008          | Hier wohnte Adele Kussel geb. Arensberg Jg. 1899 deportiert 1942 Maly Trostenez ermordet 24.7.1942                                                                                          | |
| Gartenstraße 54               | Klein, Lotte                                                           | 2018          | Hier wohnte Lotte Klein Jg. 1923 deportiert 1942 Theresienstadt 1944 Auschwitz befreit tot 1945                                                                                             | |
| Gartenstraße 54               | Klein, Hannah                                                          | 2018          | Hier wohnte Hannah Klein geb. Frankfurter Jg. 1897 deportiert 1942 Theresienstadt Auschwitz Groß-Rosen befreit verstorben 1979                                                              | |
| Gartenstraße 54               | Klein, Walter                                                          | 2018          | Hier wohnte Walter Klein Jg. 1898 deportiert 1942 Theresienstadt tot in Dachau | |
| Gerhard-Rohlfs-Straße 24      | Levy, Adele                                                            | 2009          | Hier wohnte Adele Levy geb. Sander Jg. 1865 deportiert 16.6.1942 Theresienstadt tot 12.5.1943                                                                                               | |
| Gluckstraße 12                | Müller, Erna                                                           | 2002          | Hier wohnte Erna Müller geb. Kohlmann Jg. 1873 deportiert 1942 ermordet am 17.7.1942 in Theresienstadt                                                                                      | |
| Gluckstraße 12                | Nussbaum, Elise                                                        | 2002          | Hier wohnte Elise Nussbaum geb. Kahn Jg. 1867 deportiert 1942 ermordet am 5.10.1942 in Theresienstadt                                                                                       | |
| Gluckstraße 12                | Rosenstock, Hedwig                                                     | 2002          | Hier wohnte Hedwig Rosenstock geb. Nussbaum Jg. 1895 deportiert 1942 Theresienstadt ermordet 1944 in Auschwitz                                                                              | |
| Gluckstraße 12                | Simons, Felix                                                          | 2002          | Hier wohnte Felix Simons Jg. 1874 deportiert 1942 ermordet in Auschwitz | |
| Gluckstraße 12                | Wollstein, Hans Lot                                                    | 2002          | Hier wohnte Dr. Hans Lot Wollstein Jg. 1895 deportiert 1942 Theresienstadt ermordet in Auschwitz                                                                                            | |
| Gneisenaustraße 16            | Rosenberg, Dr. Hans Karl                                               |               | Hier wohnte Dr. Hans Karl Rosenberg Jg. 1891 gedemütigt/entrechtet tot 17. April 1942 | |
| Gottfried-Claren-Straße 18    | Aron, Leopold                                                          | 2006          | Hier wohnte Leopold Aron Jg. 1879 deportiert 1942 Minsk ermordet 24.7.1942 | |
| Gottfried-Claren-Straße 18    | Aron, Johanna                                                          | 2006          | Hier wohnte Johanna Aron geb. Meier Jg. 1879 deportiert 1942 Minsk ermordet 24.7.1942 | |
| Gottfried-Claren-Straße 20    | Heumann, Henriette                                                     | 2016          | Hier wohnte Henriette Heumann Jg. 1861 interniert 1941 Sammellager Endenich deportiert 1942 Theresienstadt ermordet 5.7.1942                                                                | |
| Graurheindorfer Straße 83     | Waldmann, Karola                                                       | 2003          | Hier wohnte Rola Waldmann Jg. 1911 Flucht 1939 Amsterdam ermordet in Auschwitz | |
| Graurheindorfer Straße 83     | Waldmann, Else                                                         | 2024          | Hier wohnte Else Waldmann Jg. 1913 interniert 1941 Sammellager Endenich deportiert 1942 Theresienstadt 1944 Aussenlager Wulkow befreit                                                      | |
| Graurheindorfer Straße 83     | Waldmann, Luis Ludwig                                                  | 2024          | Hier wohnte Luis Ludwig Waldmann Jg. 1879 gedemütigt/entrechtet Tot 26. Dez. 1940 | |
| Hauptstraße 103               | Langen, Paul                                                           | 2010          | Hier wohnte Paul Langen Jg. 1893 denunziert verhaftet 1943 Zuchthaus Siegburg tot 16.3.1945                                                                                                 | |
| Hausdorffstraße 61            | Hausdorff, Felix                                                       | 2004          | Hier wohnte Felix Hausdorff Jg. 1868 Freitod 26.1.1942 | |
| Hausdorffstraße 61            | Hausdorff, Charlotte                                                   | 2004          | Hier wohnte Charlotte Hausdorff geb. Goldschmidt Jg. 1873 Freitod 26.1.1942 | |
| Hausdorffstraße 61            | Pappenheim, Edith                                                      | 2005          | Hier wohnte Edith Pappenheim geb. Goldschmidt Jg. 1883 Freitod 26.1.1942 | |
| Haydenstraße 45               | Katzky, Johanna                                                        | 2002          | Hier wohnte Johanna Katzky geb. Hirschfeld Jg. 1883 interniert 1941 Lager Endenich deportiert 1942 Lublin ermordet 15.6.1942 Sobibor                                                        | |
| Heerstraße 180                | Dornbusch, Simon                                                       | 2009          | Hier wohnte Simon Dornbusch Jg. 1870 deportiert 27.7.1942 Theresienstadt Treblinka ermordet 19.9.1942                                                                                       | |
| Heerstraße 180                | Dornbusch, Emma                                                        | 2009          | Hier wohnte Emma Dornbusch geb. Herz Jg. 1870 deportiert 27.7.1942 Theresienstadt Treblinka ermordet 19.9.1942                                                                              | |
| Heinrich-von-Kleist-Straße 37 | Mamlock, Louis                                                         | 2002          | Hier wohnte Louis Mamlock Jg. 1878 deportiert 1942 Minsk für tot erklärt | |
| Heinrich-von-Kleist-Straße 37 | Mamlock, Bertha                                                        | 2002          | Hier wohnte Bertha Mamlock geb. Samuel Jg. 1883 deportiert 1942 ermordet in Minsk | |
| Hermannstraße 24              | Kaufmann, Simon                                                        | 2004          | Hier wohnte Simon Kaufmann Jg. 1873 deportiert 1942 Theresienstadt verschollen in Treblinka                                                                                                 | |
| Hermannstraße 24              | Kaufmann, Selma                                                        | 2004          | Hier wohnte Selma Kaufmann geb. Stein Jg. 1879 deportiert 1942 Theresienstadt verschollen in Treblinka                                                                                      | |
| Hohenzollernstraße 6          | Baer, Ida                                                              | 2006          | Hier wohnte Ida Baer Jg. 1876 deportiert 1942 Theresienstadt ermordet 1943 in Auschwitz | |
| Hunsrückstraße 2              | Herber, Alfred                                                         | 2019          | Hier wohnte Alfred Herber Jg. 1919 Zeuge Jehovas seit 1940 mehrfach verhaftet/inhaftiert Gefängnis / Zuchthaus „Verlegt“ 1943 Heilanstalt Bonn befreit                                      | |
| Im Krausfeld 16               | Marx, Jakob                                                            | 2009          | Hier wohnte Jakob Marx Jg. 1867 deportiert 1942 Theresienstadt ermordet 1942 in Treblinka                                                                                                   | |
| Immenburgstraße 17            | Arensberg, Isaak                                                       | 2007          | Hier wohnte Isaak Arensberg Jg. 1871 deportiert 1942 Theresienstadt Treblinka ermordet | |
| Immenburgstraße 17            | Arensberg, Sara                                                        | 2007          | Hier wohnte Sara Arensberg Jg. 1876 deportiert 1942 Theresienstadt tot 25.12.1943 | |
| Immenburgstraße 17            | Arensberg, Karl                                                        | 2007          | Hier wohnte Karl Arensberg Jg. 1868 deportiert 1942 Theresienstadt tot 8.7.1943 | |
| In der Kumme 119              | Michaelis, Ella Maria                                                  | 2004          | Hier wohnte Ella Maria Michaelis Jg. 1880 deportiert 1942 verschollen | |
| Jagdweg 45                    | Renois, Otto                                                           | 2004          | Hier wohnte Otto Renois Jg. 1892 verhaftet 1933 erschossen auf dem Weg ins Gefängnis | |
| Johannes-Henry-Straße 17      | Rhée, Paula                                                            | 2008          | Hier wohnte Paula Rhée Jg. 1869 deportiert 1942 Theresienstadt tot 10.8.1942 | |
| Johannesstraße 7              | Lehmann, Albert                                                        | 2003          | Hier wohnte Albert Lehmann Jg. 1907 verhaftet 1935 tot im Gefängnis | |
| Kaiserstraße 22               | Goldstein, Emilie                                                      | 2020          | Hier wohnte Emilie Goldstein Jg. 1875 unfreiwillig verzogen 1939 Sontheim deportiert 1942 Theresienstadt 1944 Auschwitz ermordet                                                            | |
| Kaiserstraße 93               | Goldschmidt, Emmy                                                      | 2007          | Hier wohnte Emmy Goldschmidt geb. Herschel Jg. 1877 deportiert 1942 Theresienstadt Treblinka ermordet                                                                                       | |
| Kaiserstraße 105              | Levison, Dr. Wilhelm                                                   |               | Hier wohnte Dr. Wilhelm Levison Jg. 1876 Flucht 1939 England | |
| Kaiserstraße 105              | Levison, Dr. Elisa Lilly                                               |               | Hier wohnte Dr. Elisa Lilly Levison geb. Freundlich Jg. 1876 Flucht 1939 England | |
| Klosterbergstraße 20          | Sommer, Jetta                                                          | 2012          | Hier wohnte Jetta Sommer geb. Sondheimer Jg. 1866 deportiert 1942 Theresienstadt ermordet 19.9.1942 Treblinka                                                                               | |
| Kölnstraße 93                 | Arensberg, Ida                                                         | 2002          | Hier wohnte Ida Arensberg geb. Benjamin Jg. 1870 deportiert 1942 ermordet am 18.9.1942 in Theresienstadt                                                                                    | |
| Kölnstraße 93                 | Arensberg, Bernhard                                                    | 2002          | Hier wohnte Bernhard Arensberg Jg. 1865 deportiert 1942 ermordet am 15.1.1943 in Theresienstadt                                                                                             | |
| Kölnstraße 163                | Levy, Salomon                                                          | 2014          | Hier wohnte Salomon Levy Jg. 1872 interniert 1941 Lager Endenich deportiert 1942 Theresienstadt ermordet 1942 Treblinka                                                                     | |
| Kölnstraße 163                | Levy, Anna                                                             | 2014          | Hier wohnte Anna Levy geb. Lehmann Jg. 1877 interniert 1941 Lager Endenich deportiert 1942 Theresienstadt ermordet                                                                          | |
| Kölnstraße 163                | Levy, Erich                                                            | 2014          | Hier wohnte Erich Levy Jg. 1908 interniert 1941 Lager Endenich deportiert 1942 Theresienstadt 1944 Auschwitz 1945 Flossenbürg ermordet 13.1.1945                                            | |
| Kölnstraße 163                | Levy, Hertha                                                           | 2014          | Hier wohnte Hertha Levy geb. Wolff Jg. 1910 interniert 1941 Lager Endenich deportiert 1942 Theresienstadt ermordet 1944 Auschwitz                                                           | |
| Kölnstraße 163                | Levy, Ingrid                                                           | 2014          | Hier wohnte Ingrid Levy Jg. 1935 interniert 1941 Lager Endenich deportiert 1942 Theresienstadt ermordet 1944 Auschwitz                                                                      | |
| Königstraße 1                 | Philippson, Alfred                                                     | 2023          | Hier wohnte Alfred Philippson Jg. 1864 deportiert 1942 Theresienstadt befreit | |
| Königstraße 1                 | Philippson, Dora                                                       | 2023          | Hier wohnte Dora Philippson Jg. 1896 deportiert 1942 Theresienstadt befreit | |
| Königstraße 1                 | Philippson, Margarete                                                  | 2023          | Hier wohnte Margarete Philippson Jg. 1882 deportiert 1942 Theresienstadt befreit | |
| Königswinterer Straße 587     | Israel, Sofie                                                          | 2008          | Hier wohnte Sofie Israel geb. Horn Jg. 1861 deportiert 1942 Theresienstadt tot 28.10.1942                                                                                                   | |
| Kolfhausstraße 18             | Heidenheim, Friedrich                                                  | 2008          | Hier wohnte Friedrich Heidenheim Jg. 1878 deportiert 1942 Lublin ermordet | |
| Kolfhausstraße 18             | Heidenheim, Helene                                                     | 2008          | Hier wohnte Helene Heidenheim geb. Stern Jg. 1886 deportiert 1942 Lublin ermordet | |
| Kolfhausstraße 18             | Heidenheim, Ellen                                                      | 2008          | Hier wohnte Ellen Heidenheim Jg. 1920 deportiert 1942 Lublin ermordet | |
| Kolfhausstraße 18             | Heidenheim, Denny                                                      | 2008          | Hier wohnte Denny Heidenheim Jg. 1942 deportiert 1942 Lublin ermordet | |
| Kolfhausstraße 18             | Kaczka, Karoline                                                       | 2004          | Hier wohnte Karoline Kaczka geb. Heumann Jg. 1873 deportiert 1942 Theresienstadt verschollen in Treblinka                                                                                   | |
| Kreuzstraße 5                 | Strauss, Thekla                                                        | 2016          | Hier wohnte Thekla Strauss geb. Sommer Jg. 1869 interniert 1941 Sammellager Endenich deportiert 1942 Theresienstadt ermordet 1942                                                           | |
| Kronprinzenstraße 16          | Jülich, Betty                                                          | 2009          | Hier wohnte Betty Jülich geb. Winterfeld Jg. 1891 deportiert 1942 Izbica ermordet | |
| Kunigundenstraße 26           | Schlauß, Berta                                                         | 2019          | Hier wohnte Berta Schlauss geb. Scheier Jg. 1874 verhaftet 1944 „Septemberaktion“ Arbeitserziehungslager Hunswinkel-Lüdenscheid ermordet 4.4.1945                                           | |
| Kunigundenstraße 26           | Schlauß, Erich                                                         | 2019          | Hier wohnte Erich Schlauss Jg. 1909 verhaftet 1941 Buchenwald befreit | |
| Kurfürstenstraße 33           | Fauerbach, Siegmund                                                    | 2010          | Hier wohnte Siegmund Fauerbach Jg. 1858 interniert 1941 Sammellager Bonn-Endenich tot 23.3.1942                                                                                             | |
| Kurfürstenstraße 33           | Fauerbach, Elisabeth                                                   | 2010          | Hier wohnte Elisabeth Fauerbach Jg. 1891 deportiert 1942 Izbica ermordet | |
| Kurfürstenstraße 33           | Fauerbach, Helene                                                      | 2010          | Hier wohnte Helene Fauerbach Jg. 1897 deportiert 1942 Izbica ermordet | |
| Kurfürstenstraße 33           | Fauerbach, Dorothea                                                    | 2010          | Hier wohnte Dorothea Fauerbach Jg. 1905 deportiert 1942 Izbica ermordet | |
| Kurfürstenstraße 33           | Fauerbach, Hans Peter                                                  | 2010          | Hier wohnte Hans Peter Fauerbach Jg. 1929 deportiert 1942 Izbica ermordet | |
| Kurfürstenstraße 46           | Mendel, Paula                                                          | 2009          | Hier wohnte Paula Mendel geb. Voss Jg. 1853 deportiert 16.6.1942 Theresienstadt tot 27.11.1942                                                                                              | |
| Kurfürstenstraße 78           | Strauß, Bernhard                                                       | 2003          | Hier wohnte Bernhard Strauß Jg. 1860 deportiert 1942 ermordet in Minsk | |
| Kurfürstenstraße 78           | Strauß, Erna                                                           | 2003          | Hier wohnte Erna Strauß Jg. 1915 deportiert 1942 ermordet in Minsk | |
| Kurfürstenstraße 78           | Strauß, Rosa                                                           | 2003          | Hier wohnte Rosa Strauß geb. Levy Jg. 1882 deportiert 1942 ermordet in Minsk | |
| Kurt-Schumacher-Str. 26       | Cahn, Annelore Cahn verh. Ashley Jg. 1923 Flucht 1935 Holland 1938 USA | 2018          | Hier wohnte Annelore Cahn verh. Ashley Jg. 1923 Flucht 1935 Holland 1938 USA | |
| Kurt-Schumacher-Str. 26       | Cahn, Elise                                                            | 2018          | Hier wohnte Elise Cahn verh. Goldman Jg. 1925 Flucht 1935 Holland 1938 USA | |
| Kurt-Schumacher-Str. 26       | Cahn, Else                                                             | 2018          | Hier wohnte Else Cahn geb. Herstatt Jg. 1892 Flucht 1935 Holland 1938 USA | |
| Kurt-Schumacher-Str. 26       | Cahn, Walter                                                           | 2018          | Hier wohnte Walter Cahn Jg. 1891 Flucht 1935 Holland 1938 USA | |
| Lennéstraße 5                 | Virnich, Franz                                                         | 2003          | Hier wohnte Franz Virnich Jg. 1882 Flucht 1934 Niederlande tot 1943 Zuchthaus Brandenburg-Görden                                                                                            | |
| Lessingstraße 13              | Marx, Hermann                                                          | 2013          | Hier wohnte Hermann Marx Jg. 1870 deportiert 1942 Theresienstadt ermordet 19.9.1942 Treblinka                                                                                               | |
| Lessingstraße 13              | Marx, Helene                                                           | 2013          | Hier wohnte Helene Marx geb. Fleck Jg. 1879 deportiert 1942 Theresienstadt ermordet 19.9.1942 Treblinka                                                                                     | |
| Lessingstraße 22              | Löb, Dora                                                              | 2003          | Hier wohnte Dora Loeb Jg. 1905 deportiert 1941 ermordet 1944 in Riga | |
| Lessingstraße 22              | Löb, Gertrud                                                           | 2003          | Hier wohnte Gertrud Loeb Jg. 1903 deportiert 1942 verschollen in Auschwitz | |
| Lessingstraße 35              | Beer, Leopold                                                          |               | Hier wohnte Leopold Beer Jg. 1898 Schutzhaft 1938 KZ Buchenwald Zwangsarbeit Westwall entlassen Okt. 1939 verhaftet 1944 'Septemberaktion' Flucht/versteckt mit Hilfe überlebt              | |
| Lessingstraße 35              | Beer, Maria Sophia                                                     |               | Hier wohnte Maria Sophia Beer geb. Wamhoff Jg. 1903 ausgesetzt/drangsaliert versteckt mit Hilfe überlebt                                                                                    | |
| Lessingstraße 35              | Beer, Hans Reiner                                                      |               | Hier wohnte Hans Reiner Beer Jg. 1929 ausgesetzt/drangsaliert versteckt mit Hilfe überlebt                                                                                                  | |
| Lisztstraße 11                | Juda, Klara                                                            | 2009          | Hier wohnte Klara Juda geb. Stern Jg. 1888 deportiert 29.7.1942 Theresienstadt Auschwitz ermordet 29.1.1943                                                                                 | |
| Maarstraße 23                 | Boers, Edith                                                           | 2006          | Hier wohnte Edith Boers geb. Herz Jg. 1906 deportiert aus NL Auschwitz tot 30.9.1942 | |
| Maarstraße 23                 | Boers, Günter                                                          | 2006          | Hier wohnte Günter Boers Jg. 1925 deportiert aus NL Auschwitz tot 17.8.1942 | |
| Maarstraße 23                 | Kahn, Bertha                                                           | 2003          | Hier wohnte Bertha Kahn Jg. 1898 deportiert 1942 verschollen | |
| Maarstraße 23                 | Kahn, Heinz                                                            | 2003          | Hier wohnte Heinz Kahn Jg. 1929 deportiert 1942 verschollen | |
| Maarstraße 23                 | Kahn, Kurt                                                             | 2003          | Hier wohnte Kurt Kahn Jg. 1930 deportiert 1942 verschollen | |
| Maarstraße 23                 | Kahn, Ernst                                                            | 2003          | Hier wohnte Ernst Kahn Jg. 1932 deportiert 1942 verschollen | |
| Luisenstraße 24               | Wisseler, Hedwig                                                       | 2021          | Hier wohnte Hedwig Wisseler Jg. 1882 seit 1906 mehrere Heilanstalten "verlegt" am 26.2.1941 Hadamar ermordet 26.2.1942 "Aktion T 4"                                                         | |
| Marienstraße 21               | Schubach, Moritz                                                       | 2003          | Hier wohnte Moritz Schubach Jg. 1882 deportiert 1942 Izbica verschollen | |
| Marienstraße 21               | Schubach, Rosa                                                         | 2003          | Hier wohnte Rosa Schubach geb. Wolf Jg. 1892 deportiert 1942 Izbica verschollen | |
| Marienstraße 21               | Sternschein, Edith                                                     | 2009          | Hier wohnte Edith Sternschein geb. Schubach Jg. 1908 ausgewiesen 1936 Flucht Jugoslawien tot in Zagreb                                                                                      | |
| Martinsplatz 8                | Levy, Karl                                                             | 2016          | Hier wohnte Karl Levy Jg. 1882 interniert 1941 Sammellager Endenich deportiert 1942 ermordet in Sobibor                                                                                     | |
| Martinsplatz 8                | Levy, Kurt                                                             | 2016          | Hier wohnte Kurt Levy Jg. 1911 Flucht 1933 Holland 1935 Kolumbien | |
| Martinsplatz 8                | Levy, Margot                                                           | 2016          | Hier wohnte Margot Levy verh. Adelsohn Jg. 1919 Flucht 1939 Kolumbien | |
| Martinsplatz 8                | Levy, Mathilde                                                         | 2016          | Hier wohnte Mathilde Levy geb. Meyer Jg. 1882 interniert 1941 Sammellager Endenich deportiert 1942 ermordet in Sobibor                                                                      | |
| Martinsplatz 8                | Levy, Rolf                                                             | 2016          | Hier wohnte Rolf Levy Jg. 1915 Flucht 1937 Kolumbien | |
| Max-Franz-Straße 16           | Salomon, Berta                                                         | 2019          | Hier wohnte Berta Salomon Jg. 1866 seit 1936 mehrere Heilanstalten „verlegt“ 11.2.1941 Hadamar ermordet 11.2.1941 „Aktion T4“                                                               | |
| Max-Franz-Straße 16           | Salomon, Elisabeth                                                     |               | Hier wohnte Elisabeth Salomon Jg. 1863 unfreiwillig/verzogen 1942 Köln deportiert 1942 Theresienstadt ermordet 22.9.1942                                                                    | |
| Maxstraße 22                  | Heimann, Adele                                                         | 2009          | Hier wohnte Adele Heimann Jg. 1886 deportiert 15.6.1942 Izbica ermordet | |
| Maxstraße 22                  | Heimann, Sophie                                                        | 2009          | Hier wohnte Sophie Heimann Jg. 1892 deportiert 15.6.1942 Izbica ermordet | |
| Mechenstraße 64               | Marx, Elisabeth                                                        | 2007          | Hier wohnte Elisabeth Marx geb. Jonas Jg. 1874 deportiert 1942 Theresienstadt Treblinka ermordet                                                                                            | |
| Mechenstraße 64               | Marx, Erich                                                            | 2007          | Hier wohnte Erich Marx Jg. 1901 deportiert 1942 Minsk ermordet 24.7.1942 | |
| Mechenstraße 64               | Marx, Rosa                                                             | 2007          | Hier wohnte Rosa Marx geb. Wolf Jg. 1907 deportiert 1942 Minsk ermordet 24.7.1942 | |
| Meckenheimer Allee 71         | Loew, Bernhard                                                         | 2014          | Hier wohnte Bernhard Loew Jg. 1886 interniert 1941 Lager Endenich deportiert 1942 Minsk ermordet 24.7.1942 Maly Trostenez                                                                   | |
| Meckenheimer Allee 71         | Loew, Hermine                                                          | 2014          | Hier wohnte Hermine Loew geb. Weil Jg. 1893 interniert 1941 Lager Endenich deportiert 1942 Minsk ermordet 24.7.1942 Maly Trostenez                                                          | |
| Meckenheimer Allee 110        | Sommer, Lilli                                                          | 2008          | Hier wohnte Lilli Sommer geb. Cossmann Jg. 1901 deportiert 1942 Maly Trostenez ermordet 24.7.1942                                                                                           | |
| Meckenheimer Allee 110        | Cossmann, Walter                                                       | 2008          | Hier wohnte Walter Cossmann Jg. 1897 Flucht 1938 Holland Frankreich interniert 1942 Drancy deportiert Auschwitz ermordet 4.9.1942                                                           | |
| Meckenheimer Allee 110        | Cossmann, Leopold                                                      | 2008          | Hier wohnte Leopold Cossmann Jg. 1863 deportiert 1942 Theresienstadt 1942 Treblinka ermordet                                                                                                | |
| Meckenheimer Allee 127        | Maier, Frieda                                                          | 2013          | Hier wohnte Frieda Maier geb. Pohly Jg. 1889 deportiert 1941 Łodz/Litzmannstadt ermordet 5.7.1944 Chelmno/Kulmhof                                                                           | |
| Meckenheimer Straße 30        | Levy, Josef                                                            | 2002          | Hier wohnte Josef Levy Jg. 1883 ermordet am 18.6.1935 in Bad Godesberg | |
| Meckenheimer Straße 30        | Levy, Ernstine                                                         | 2002          | Hier wohnte Ernestine Levy geb. Schlohs Jg. 1883 deportiert 1942 ermordet in Minsk | |
| Meckenheimer Straße 30        | Levy, Karl                                                             | 2002          | Hier wohnte Karl Levy Jg. 1919 deportiert 1942 ermordet in Minsk | |
| Mozartstraße 32               | Merkelbach, Eva                                                        | 2006          | Hier wohnte Eva Merkelbach geb. Sürth Jg. 1874 deportiert 1944 tot in Theresienstadt | |
| Muffendorfer Hauptstraße 42   | Dardenne, Mathilde                                                     | 2024          | Hier wohnte Mathilde Dardenne geb. Carl Jg. 1867 unfreiwillig verzogen 1941 Köln deportiert 1942 Theresienstadt befreit                                                                     | |
| Neustraße 6                   | Kober, Julius Erwin                                                    | 2007          | Hier wohnte Julius Erwin Kober Jg. 1887 deportiert 1942 Izbica ermordet | |
| Neustraße 6                   | Kober, Emilie                                                          | 2007          | Hier wohnte Emilie Kober geb. Levy Jg. 1891 deportiert 1942 Izbica ermordet | |
| Neustraße 6                   | Kober, Walter                                                          | 2024          | Hier wohnte Walter Kober Jg. 1917 unfreiwillig verzogen 1937 Krefeld Flucht 1939 England | |
| Neustraße 6                   | Kober, Margot                                                          | 2024          | Hier wohnte Margot Kober verh. Barnard Jg. 1919 Flucht 1936 Palästina | |
| Neustraße 18                  | Cahn, Bertha                                                           | 2008          | Hier wohnte Bertha Cahn geb. Forst Jg. 1874 deportiert 1942 Theresienstadt ermordet in Treblinka                                                                                            | |
| Nikolausstraße 39             | Jansen, Leopold                                                        | 2019          | Hier wohnte Leopold Jansen Jg. 1865 interniert Köln Fort V deportiert 1942 Theresienstadt ermordet 6.8.1942                                                                                 | |
| Noeggerathstraße 8            | Glaser, Leo                                                            | 2022          | Hier wohnte Leo Glaser Jg. 1893 Flucht 1938 USA | |
| Noeggerathstraße 8            | Glaser, Rosa „Rosel“                                                   | 2022          | Hier wohnte Rosa 'Rosel' Glaser geb. Meyer gesch. Salomon Jg. 1899 Flucht 1938 USA | |
| Noeggerathstraße 8            | Salomon, Ruth                                                          | 2022          | Hier wohnte Ruth Salomon verh. Mehler Jg. 1923 Flucht 1938 USA | |
| Noeggerathstraße 8            | Meyer, Nathan                                                          | Nov. 2023     | Hier wohnte Nathan Meyer Jg. 1872 Flucht 1939 USA | |
| Nordstraße 48                 | Blajman, Jakob                                                         | 2022          | Hier wohnte Jakob Blajman Jg. 1889 Polenaktion 1938 Bentschen/Zbaszyn zurückgekehrt ausgewiesen 15.6.1939 Ghetto Warschau ermordet                                                          | |
| Nordstraße 48                 | Blajman, Anna                                                          | 2022          | Hier wohnte Anna Blajman geb. Sobin Jg. 1885 ausgewiesen 15.6.1939 Polen Ghetto Warschau ermordet                                                                                           | |
| Nordstraße 48                 | Blajman, Moritz                                                        | 2022          | Hier wohnte Moritz Blajman Jg. 1910 Polenaktion 1938 Bentschen/Zbaszyn Flucht 1939 Belgien Frankreich deportiert 1942 Auschwitz ermordet                                                    | |
| Nordstraße 48                 | Blajman, Daniel                                                        | 2022          | Hier wohnte Daniel Blajman Jg. 1924 Flucht 1939 Belgien Frankreich interniert Drancy deportiert 1942 Auschwitz ermordet                                                                     | |
| Nordstraße 48                 | Blajman, Genia                                                         | 2022          | Hier wohnte Genia Blajman verh. Baran Jg. 1911 Flucht 1938 Belgien versteckt überlebt | |
| Nordstraße 48                 | Blajman, Fella                                                         | 2022          | Hier wohnte Fella Blajman verh. Fischer Jg. 1912 Flucht Palästina | |
| Nordstraße 50                 | Mayer, Hugo                                                            | 2022          | Hier wohnte Hugo Mayer Jg. 1880 interniert 1941 Sammellager Endenich deportiert 1942 Sobibor ermordet                                                                                       | |
| Nordstraße 50                 | Mayer, Berta                                                           | 2022          | Hier wohnte Berta Mayer Geb. Herz Jg. 1889 interniert 1941 Sammellager Endenich deportiert 1942 Sobibor ermordet                                                                            | |
| Nordstraße 50                 | Mayer, Henriette Ruth                                                  | 2022          | Hier wohnte Henriette Ruth Meyer Geb. Mayer Jg. 1921 interniert 1941 Sammellager Endenich deportiert 1942 Sobibor ermordet                                                                  | |
| Nordstraße 106                | Schuhmacher, Bernhard                                                  | 2022          | Hier wohnte Bernhard Schuhmacher Jg. 1897 interniert 1941 Köln Fort V verhaftet Mai 1942 Sachsenhausen ermordet 8.1.1943                                                                    | |
| Nordstraße 106                | Schuhmacher, Anna                                                      | 2022          | Hier wohnte Anna Schuhmacher Geb. Mester Jg. 1895 interniert 1941 Köln Fort V deportiert 1942 Sobibor ermordet                                                                              | |
| Nordstraße 106                | Schuhmacher, Max                                                       | 2022          | Hier wohnte Max Schuhmacher Jg. 1922 interniert 1941 Köln Fort V deportiert 1942 Majdanek ermordet 30.7.1942                                                                                | |
| Nordstraße 106                | Schuhmacher, Albert                                                    | 2022          | Hier wohnte Albert Schuhmacher Jg. 1924 interniert 1941 Köln Fort V deportiert 1942 Sobibor ermordet                                                                                        | |
| Nordstraße 106                | Schuhmacher, Gebhard                                                   | 2022          | Hier wohnte Gebhard Schuhmacher Jg. 1927 interniert 1941 Köln Fort V deportiert 1942 Majdanek ermordet 11.8.1942                                                                            | |
| Obere Wilhelmstraße 1         | Levy, Samuel                                                           | 2008          | Hier wohnte Samuel Levy Jg. 1877 interniert 1942 Sammellager Bonn-Endenich tot 4.3.1942 | |
| Obere Wilhelmstraße 1         | Levy, Henny                                                            | 2008          | Hier wohnte Henny Levy geb. Silberschmidt Jg. 1881 deportiert 1942 Lublin ermordet | |
| Obere Wilhelmstraße 19        | Frank, Max                                                             | 2004          | Hier wohnte Max Frank Jg. 1888 deportiert 1942 verschollen | |
| Obere Wilhelmstraße 19        | Frank, Elsa                                                            | 2004          | Hier wohnte Elsa Frank geb. Salm Jg. 1899 deportiert 1942 verschollen | |
| Obere Wilhelmstraße 28        | Hirsch, Julius                                                         | 2007          | Hier wohnte Julius Hirsch Jg. 1873 interniert Kloster Endenich tot 25.3.1942 | |
| Obere Wilhelmstraße 28        | Hirsch, Else                                                           | 2007          | Hier wohnte Else Hirsch geb. Appel Jg. 1893 deportiert 1942 tot | |
| Obere Wilhelmstraße 28        | Hirsch, Günter                                                         | 2007          | Hier wohnte Günter Hirsch Jg. 1924 deportiert 1942 Majdanek tot 31.7.1942 | |
| Oststraße 8                   | Kaufmann, Hermann                                                      | 2004          | Hier wohnte Hermann Kaufmann Jg. 1870 deportiert 1942 Theresienstadt tot 2.9.1942 | |
| Oststraße 8                   | Kaufmann, Mathilde                                                     | 2004          | Hier wohnte Mathilde Kaufmann geb. Jülich Jg. 1870 deportiert 1942 Theresienstadt verschollen in Treblinka                                                                                  | |
| Poppelsdorfer Allee 24        | Wallich, Maria                                                         | 2019          | Hier wohnte Maria Wallich geb. Weiss Jg. 1879 interniert 1941 Sammellager Endenich deportiert 1942 Sobibor ermordet                                                                         | |
| Poppelsdorfer Allee 110       | Langstein, Helene                                                      | 2014          | Hier wohnte Helene Langstein geb. Süßkind Jg. 1858 interniert 1941 Lager Endenich deportiert 1942 Theresienstadt ermordet 3.10.1944                                                         | |
| Poppelsdorfer Allee 110       | Langstein, Walter                                                      | 2014          | Hier wohnte Walter Langstein Jg. 1891 interniert 1941 Lager Endenich deportiert 1942 Theresienstadt ermordet 1944 Auschwitz                                                                 | |
| Poppelsdorfer Allee 110       | Langstein, Else                                                        | 2014          | Hier wohnte Else Langstein Jg. 1892 interniert 1941 Lager Endenich deportiert 1942 Theresienstadt ermordet 1944 Auschwitz                                                                   | |
| Poppelsdorfer Allee 110       | Langstein, Ruth                                                        | 2014          | Hier wohnte Ruth Langstein Jg. 1925 interniert 1941 Lager Endenich deportiert 1942 Theresienstadt 1944 Auschwitz ermordet in Stutthof                                                       | |
| Prinz-Albert-Straße 19        | Marx, Henriette                                                        | 2008          | Hier wohnte Henriette Marx Jg. 1878 deportiert 1942 Theresienstadt 1944 Auschwitz ermordet                                                                                                  | |
| Remigiusstraße 16             | Bier, Marta                                                            | Nov. 2023     | Hier wohnte Martha Bier geb. Hirsch Jg. 1883 Flucht 1937 Luxemburg deportiert 1943 Theresienstadt 1944 Auschwitz ermordet                                                                   | |
| Remigiusstraße 16             | Bier, Siegmund                                                         | Nov. 2023     | Hier wohnte Siegmund Bier Jg. 1878 Flucht 1937 Luxemburg deportiert 1943 Theresienstadt 1944 Auschwitz ermordet                                                                             | |
| Reuterstraße 44               | Oppenheimer, Amalie                                                    | 2007          | Hier wohnte Amalie Oppenheimer Jg. 1878 deportiert 1942 Theresienstadt Auschwitz ermordet 1944                                                                                              | |
| Reuterstraße 44               | Oppenheimer, Rosa                                                      | 2007          | Hier wohnte Rosa Oppenheimer Jg. 1876 deportiert 1942 Theresienstadt Auschwitz ermordet 1944                                                                                                | |
| Reuterstraße 44               | Oppenheimer, Siegmund                                                  | 2007          | Hier wohnte Siegmund Oppenheimer Jg. 1880 deportiert 1942 Theresienstadt Auschwitz ermordet 1944                                                                                            | |
| Reuterstraße 114              | Walzel, Hedwig                                                         | 2002          | Hier wohnte Hedwig Walzel Jg. 1870 deportiert 1944 ermordet am 21.11.1944 in Theresienstadt                                                                                                 | |
| Reuterstraße 153              | Körner, Heinrich                                                       | 2004          | Hier wohnte Heinrich Körner Jg. 1892 verhaftet 1944 befreit erschossen am 25.4.1944 | |
| Rheinallee 4                  | Spiegel, Sally                                                         | 2008          | Hier wohnte Sally Spiegel Jg. 1873 Flucht Holland interniert Westerbork deportiert 1943 Sobibor ermordet                                                                                    | |
| Rheinallee 31                 | Meyer, Gustav                                                          | 2022          | Hier wohnte Gustav Meyer Jg. 1892 interniert 1942 Sammellager Endenich deportiert 1942 Theresienstadt 1944 Auschwitz ermordet                                                               | |
| Rheinallee 35                 | Daniel, Ernst                                                          | 2010          | Hier wohnte Ernst Daniel Jg. 1901 verhaftet Buchenwald ermordet 2.8.1938 | |
| Rheinallee 35                 | Daniel, Elli                                                           | 2010          | Hier wohnte Elli Daniel Jg. 1894 deportiert 1942 Ghetto Zamosc tot | |
| Rheinaustraße 95              | Heumann, Franziska                                                     | 2006          | Hier wohnte Franziska Heumann geb. Strauß Jg. 1875 deportiert 1942 Theresienstadt tot in Treblinka                                                                                          | |
| Rheinaustraße 95              | Marx, Alice                                                            | 2006          | Hier wohnte Alice Marx geb. Heumann Jg. 1910 deportiert 1942 tot Ort unbekannt | |
| Rheinaustraße 95              | Marx, Max                                                              | 2006          | Hier wohnte Max Marx Jg. 1906 deportiert 1942 tot Ort unbekannt | |
| Rheinaustraße 127             | Scheuer, Nathan                                                        | 2012          | Rheinstr. 23 wohnte Nathan Scheuer Jg. 1877 tot 1994 in Theresienstadt | |
| Rheinaustraße 127             | Scheuer, Thekla                                                        | 2018          | Hier wohnte Thekla Scheuer geb. Wihl Jg. 1884 deportiert nach Theresienstadt befreit gestorben 1962                                                                                         | |
| Rheinaustraße 136             | Grüneberg, Regina                                                      | 2009          | Hier wohnte Regina Grüneberg geb. Levy Jg. 1859 Flucht 1941 Holland interniert Westerbork tot im Lager 28.6.1943                                                                            | |
| Rheindorfer Straße 50         | Kron, Hermann                                                          | 2022          | Hier wohnte Hermann Kron Jg. 1894 seit 1936 mehrfach verhaftet/verurteilt §175 Gefängnis Bonn 1939 Zuchthaus Wittlich 1943 Natzweiler/Dachau 1944 Majdanek ermordet 18.2.1944               | |
| Rheingasse 3                  | Beer, Albert                                                           | 2024          | Rheingasse 3 wohnte Albert Beer Jg. 1860 interniert 1941 Sammellager Endenich deportiert 1942 Theresienstadt ermordet                                                                       | |
| Rheingasse 3                  | Beer, Josephine                                                        | 2024          | Rheingasse 3 wohnte Josephine Beer geb. de Klee Jg. 1872 interniert 1941 Sammellager Endenich deportiert 1942 Theresienstadt ermordet 15.2.1943                                             | |
| Rheingasse 3                  | Beer, Rosa                                                             | 2024          | Rheingasse 3 wohnte Rosa Beer geb. de Meier Jg. 1910 interniert 1941 Sammellager Endenich deportiert 1942 Minsk ermordet 24.7.1942 Maly Trostinec                                           | |
| Rheingasse 3                  | Beer, Erich                                                            | 2024          | Rheingasse 3 wohnte Erich Beer Jg. 1900 interniert 1941 Sammellager Endenich deportiert 1942 Minsk ermordet 24.7.1942 Maly Trostinec                                                        | |
| Rheingasse 3                  | Beer-Schrader, Hildegard                                               | 2024          | Rheingasse 3 wohnte Hildegard Beer-Schrader Jg. 1907 verhaftet 1944 'Septemberaktion' 'Arbeitserziehungslager' Kassel Flucht/versteckt mit Hilfe überlebt                                   | |
| Rheingasse 3                  | Schrader, Heinz                                                        | 2024          | Rheingasse 3 wohnte Heinz Schrader Jg. 1900 ausgesetzt/drangsaliert überlebt | |
| Rheingasse 3                  | Schrader, Hilde                                                        | 2024          | Rheingasse 3 wohnte Hilde Schrader Jg. 1932 ausgesetzt/drangsaliert überlebt | |
| Rheingasse 6                  | Passmann, Leonhard                                                     | 2024          | Hier wohnte Leonhard Passmann Jg. 1870 unfreiwillig verzogen 1942 Köln deportiert 1942 Theresienstadt ermordet 30.9.1943                                                                    | |
| Rheingasse 11–13              | Heymann, Regina                                                        | 2012          | Hier wohnte Regina Heymann Jg. 1881 deportiert 1942 Theresienstadt ermordet 12.10.1944 Auschwitz                                                                                            | |
| Rheinstraße 37                | Jacobs, Else                                                           | 2012          | Hier wohnte Else Jacobs geb. Cahner Jg. 1884 deportiert 1941 ermordet in Riga | |
| Richard-Wagner-Straße 1       | Rosenbaum, Helene                                                      | 2009          | Hier wohnte Helene Rosenbaum Jg. 1892 deportiert 20.7.1942 Minsk ermordet 24.7.1942 | |
| Richard-Wagner-Straße 1       | Rosenbaum, Gertrud                                                     | 2009          | Hier wohnte Gertrud Rosenbaum Jg. 1896 deportiert 20.7.1942 Minsk ermordet 24.7.1942 | |
| Rochusstraße 211              | Israel, Alfred                                                         | 2003          | Hier wohnte Alfred Israel Jg. 1925 deportiert 1942 ermordet in Minsk | |
| Rochusstraße 211              | Israel, Wilhelmine                                                     | 2003          | Hier wohnte Wilhelmine Israel Jg. 1922 deportiert 1942 ermordet in Minsk | |
| Rochusstraße 211              | Israel, Eva                                                            | 2003          | Hier wohnte Eva Israel Jg. 1888 deportiert 1942 ermordet in Minsk | |
| Rochusstraße 211              | Israel, Samuel                                                         | 2003          | Hier wohnte Samuel Israel Jg. 1890 deportiert 1942 ermordet in Minsk | |
| Rochusstraße 262              | Salomon, Wilhelmine                                                    | 2012          | Buschhovener Str. 3 wohnte Wilhelmine Salomon Jg. 1871 deportiert 1942 Theresienstadt ermordet 19.9.1942 Treblinka                                                                          | |
| Rüngsdorfer Straße 4c         | Rosenthal, Rosa                                                        | 2010          | Hier wohnte Rosa Rosenthal geb. Goldberg Jg. 1869 Flucht in den Tod 19.7.1942 | |
| Schwertberger Straße 9        | Mayer, Jacob                                                           | 2024          | Hier wohnte Jacob 'Julius' Mayer Jg. 1863 unfreiwillig verzogen 1942 Köln deportiert Theresienstadt ermordet 11.8.1942                                                                      | |
| Siegburger Straße 4           | Rosenthal, Johanna                                                     | 2003          | Hier wohnte Johanna Rosenthal Jg. 1897 deportiert 1942 verschollen | |
| Siegburger Straße 4           | Rosenthal, Therese                                                     | 2003          | Hier wohnte Therese Rosenthal Jg. 1880 deportiert 1942 verschollen | |
| Siegburger Straße 18          | Levy, Fritz                                                            | 2019          | Hier wohnte Fritz Levy Jg. 1906 Flucht 1937 Holland interniert Westerbork deportiert 1942 Auschwitz ermordet                                                                                | |
| Siegburger Straße 42          | Korzonek, Janina                                                       | Nov. 2023     | Hier lebte Janina Korzonek Geb. Niciok Jg. 1912 Polen Zwangsarbeiterin Arbeitsunfähig rückgeführt Zdunska Wola Tot an den Folgen                                                            | |
| Siegburger Straße 42          | Pawlowska, Jadwiga                                                     | Nov. 2023     | Hier lebte Jadwiga Pawlowska geb. 1923 Polen Zwangsarbeiterin Tot 9. März 1943 | |
| Siegburger Straße 42          | Szulc, Bernard                                                         | Nov. 2023     | Hier lebte Bernard Szulc geb. 1925 Polen Zivilarbeiter verhaftet September 1944 deportiert KZ Flossenbürg ermordet 9.11.1944                                                                | |
| Siegburger Straße 42          | Szulc, Klara                                                           | Nov. 2023     | Hier lebte Klara Szulc Verh. Biarda geb. 1921 Polen Zivilarbeiterin befreit | |
| Siegfried-Leopold-Straße 13   | Levy, Julia                                                            | 2009          | Hier wohnte Julia Levy Jg. 1883 deportiert 15.6.1942 Izbica ermordet | |
| Siegfried-Leopold-Straße 23   | Herz, Alexander                                                        | 2003          | Hier wohnte Alexander Herz Jg. 1893 deportiert 1942 ermordet in Minsk | |
| Siegfried-Leopold-Straße 23   | Herz, Frieda                                                           | 2003          | Hier wohnte Frieda Herz Jg. 1922 deportiert 1942 ermordet in Minsk | |
| Siegfried-Leopold-Straße 23   | Herz, Günther                                                          | 2003          | Hier wohnte Günter Herz Jg. 1927 deportiert 1942 ermordet in Minsk | |
| Siegfried-Leopold-Straße 23   | Herz, Helene                                                           | 2003          | Hier wohnte Helene Herz geb. Sanders Jg. 1880 deportiert 1942 ermordet in Minsk | |
| Siegfried-Leopold-Straße 41   | Heumann, Samuel                                                        | 2004          | Hier wohnte Samuel Heumann Jg. 1887 deportiert 1942 verschollen | |
| Siegfried-Leopold-Straße 41   | Heumann, Amalie                                                        | 2004          | Hier wohnte Amalie Heumann Jg. 1881 deportiert 1942 ermordet in Minsk | |
| Siegfried-Leopold-Straße 41   | Heumann, Frieda                                                        | 2004          | Hier wohnte Frieda Heumann Jg. 1884 deportiert 1942 verschollen | |
| Siegfried-Leopold-Straße 50   | Sommer, Helene                                                         | 2003          | Hier wohnte Helene Sommer Jg. 1877 deportiert 1942 Theresienstadt verschollen in Treblinka                                                                                                  | |
| Siegfried-Leopold-Straße 50   | Sommer, Henriette                                                      | 2003          | Hier wohnte Henriette Sommer Jg. 1873 deportiert 1942 tot in Theresienstadt | |
| Siegfried-Leopold-Straße 50   | Sommer, Seligmann                                                      | 2003          | Hier wohnte Seligmann Sommer Jg. 1872 deportiert 1942 Theresienstadt verschollen in Treblinka                                                                                               | |
| Siegfried-Leopold-Straße 51   | Weidenbaum, Lambert                                                    | 2008          | Hier wohnte Lambert Weidenbaum Jg. 1857 deportiert 1942 Theresienstadt tot 15.12.1942 | |
| Siegfried-Leopold-Straße 51   | Weidenbaum, Luise                                                      | 2008          | Hier wohnte Luise Weidenbaum geb. Baumann Jg. 1856 deportiert 1942 Theresienstadt tot 23.9.1942                                                                                             | |
| Siegfried-Leopold-Straße 51   | Weidenbaum, Julie                                                      | 2008          | Hier wohnte Julie Weidenbaum Jg. 1890 deportiert 1942 Theresienstadt 1944 Auschwitz ermordet                                                                                                | |
| Siegfried-Leopold-Straße 51   | Weidenbaum, Martha                                                     | 2008          | Hier wohnte Martha Weidenbaum Jg. 1896 deportiert 1942 Theresienstadt 1944 Auschwitz ermordet                                                                                               | |
| Siegfriedstraße 13            | Levy, Rosa                                                             | 2004          | Hier wohnte Rosa Levy Jg. 1875 deportiert 1942 Theresienstadt tot 5.10.1942 | |
| Sternstraße 60                | Bucki, Philipp                                                         | 2002          | Hier wohnte Philipp Bucki Jg. 1885 deportiert 1942 Minsk für tot erklärt | |
| Sternstraße 60                | Bucki, Alwine                                                          | 2002          | Hier wohnte Alwine Bucki geb. de Leve Jg. 1888 deportiert 1942 Minsk für tot erklärt | |
| Sternstraße 60                | Bucki, Egon                                                            | 2002          | Hier wohnte Egon Bucki Jg. 1928 deportiert 1942 Minsk für tot erklärt | |
| Sternstraße 60                | Bucki, Günther                                                         | 2024          | Hier wohnte Günther Bucki Jg. 1923 Flucht 1939 Palästina | |
| Sternstraße 78                | Schönbaum, Berta                                                       | 2013          | Hier wohnte Berta Schönbaum geb. Veith Jg. 1865 deportiert 1942 Theresienstadt ermordet 20.9.1942 Treblinka                                                                                 | |
| Stroofstraße                  | Drong, Hermann                                                         | 2008          | Hier wohnte Hermann Drong Jg. 1881 abgeschoben 28.10.1938 nach Polen tot | |
| Stroofstraße                  | Drong, Scheva                                                          | 2008          | Hier wohnte Scheva Drong geb. Moschkowiatsch Jg. 1889 aus 'Landesheilanstalt' Wunstorf am 27.10.1940 nach 'Pflegeanstalt’ Brandenburg ermordet 1940                                         | |
| Stroofstraße                  | Drong, Samuel                                                          | 2008          | Hier wohnte Samuel Drong Jg. 1920 abgeschoben 28.10.1938 nach Polen tot | |
| Thomas-Mann-Straße 30         | Mayer, Siegmund                                                        | 2004          | Hier wohnte Siegmund Mayer Jg. 1883 deportiert 1942 Theresienstadt Auschwitz für tot erklärt                                                                                                | |
| Thomas-Mann-Straße 64         | Herrmanns, Ernst                                                       | 2006          | Hier wohnte Dr. Ernst Herrmanns Jg. 1874 deportiert 1942 Theresienstadt tot 9.3.1944 | |
| Thomas-Mann-Straße 64         | Herrmanns, Elisabeth                                                   | 2006          | Hier wohnte Elisabeth Herrmanns Jg. 1910 deportiert 1942 Theresienstadt befreit 1945 tot 1947 · Haftfolgen                                                                                  | |
| Thomas-Mann-Straße 64         | Herrmanns, Toni                                                        | 2006          | Hier wohnte Toni Herrmanns geb. Sonnenberg Jg. 1878 deportiert 1942 Theresienstadt befreit 1945 tot an Haftfolgen                                                                           | |
| Uhlandstraße 16               | Hermes, Andreas                                                        | Nov. 2023     | Hier wohnte Dr. Andreas Hermes Jg. 1878 Flucht 1936 Kolumbien zurückgekehrt 1939 verhaftet 1944 Todesurteil 11.1.1945 Volksgerichtshof Berlin Befreit                                       | |
| Viktoriastraße 3              | Auerbach, Sara                                                         | 2005          | Hier wohnte Sara Auerbach Jg. 1871 deportiert 1942 Theresienstadt tot 16.1.1943 | |
| Von-Sandt-Ufer                | Leser, Albert                                                          | Nov. 2023     | Villa Cahn wohnte Dr. Albert Leser Gen. Lestoque Jg. 1892 Flucht 1934 Dänemark 1937 USA | |
| Von-Sandt-Ufer                | Leser, Bettina                                                         | Nov. 2023     | Villa Cahn wohnte Bettina Leser Verh. Coon Jg. 1926 Flucht 1934 Dänemark 1937 USA | |
| Von-Sandt-Ufer                | Leser, Gerda Carla                                                     | Nov. 2023     | Villa Cahn wohnte Gerda Carla Leser Geb. Maubach Jg. 1905 Flucht 1934 Dänemark 1937 USA | |
| Von-Sandt-Ufer                | Leser, Helene                                                          | Nov. 2023     | Villa Cahn wohnte Helene Leser Geb. Rikoff Jg. 1868 Flucht 1936 Dänemark 1937 Schweden Tot 8. Nov. 1940                                                                                     | |
| Von-Sandt-Ufer                | Leser, Paul                                                            | Nov. 2023     | Villa Cahn wohnte Dr. Paul Leser Jg. 1899 Mitglied Nerother Wandervogel Flucht 1936 Dänemark 1937 Schweden 1942 USA                                                                         | |
| Von-Sandt-Ufer                | Leser, Walter                                                          | Nov. 2023     | Villa Cahn wohnte Walter Leser Jg. 1929 Flucht 1934 Dänemark 1937 USA | |
| Von-Sandt-Ufer                | Lingemann, Heinrich                                                    | Nov. 2023     | Villa Cahn wohnte Dr. Heinrich Lingemann Jg. 1880 Ausgegrenzt / Drangsaliert überlebt | |
| Von-Sandt-Ufer                | Lingemann, Maria                                                       | Nov. 2023     | Villa Cahn wohnte Maria Lingemann Geb. Leser Jg. 1894 Flucht 1938 USA | |
| Vorgebirgsstraße 12           | Sommer, Jakob                                                          | 2022          | Hier wohnte Jakob Sommer Jg. 1870 unfreiwillig verzogen 1942 Köln deportiert 1942 Minsk ermordet 24.7.1942 Maly Trostenez                                                                   | |
| Vorgebirgsstraße 12           | Sommer, Frederike                                                      | 2022          | Hier wohnte Frederike Sommer geb. Stock Jg. 1876 unfreiwillig verzogen 1942 Köln deportiert 1942 Minsk ermordet 24.7.1942 Maly Trostenez                                                    | |
| Vorgebirgsstraße 12           | Sommer, Charlotte                                                      | 2022          | Hier wohnte Charlotte Sommer Jg. 1912 unfreiwillig verzogen 1942 Köln deportiert 1942 Minsk ermordet 24.7.1942 Maly Trostenez                                                               | |
| Vorgebirgsstraße 56           | Marx, Emil                                                             | 9. Sep. 2024  | | Bild gesucht Der Benutzer GeorgDerReisende ( Diskussion ) wünscht sich an dieser Stelle ein Bild vom Ort mit diesen Koordinaten 50.739847 7.087112 . Motiv: Vorgebirgsstraße 56: die Stolpersteine für die Familie Marx, die Lage und das Haus Falls du dabei helfen möchtest, erklärt die Anleitung , wie das geht. BW |
| Vorgebirgsstraße 56           | Marx, Rudolf                                                           | 9. Sep. 2024  | | Bild gesucht Der Benutzer GeorgDerReisende ( Diskussion ) wünscht sich an dieser Stelle ein Bild vom Ort mit diesen Koordinaten 50.739847 7.087112 . Motiv: Vorgebirgsstraße 56: die Stolpersteine für die Familie Marx, die Lage und das Haus Falls du dabei helfen möchtest, erklärt die Anleitung , wie das geht. BW |
| Weiherstraße                  | Heumann, Emma                                                          | 2009          | Hier wohnte Emma Heumann geb. Kahn Jg. 1890 Flucht 1941 Holland interniert Westerbork deportiert Auschwitz ermordet 1.1.1941                                                                | |
| Weiherstraße                  | Kahn, Robert                                                           | 2009          | Hier wohnte Robert Kahn Jg. 1891 deportiert 20.7.1942 Minsk ermordet 24.7.1942 | |
| Weiherstraße                  | Kahn, Nettchen                                                         | 2009          | Hier wohnte Nettchen Kahn Jg. 1901 deportiert 20.7.1942 Minsk ermordet 24.7.1942 | |
| Weiherstraße                  | Kahn, Edith                                                            | 2009          | Hier wohnte Edith Kahn Jg. 1929 deportiert 20.7.1942 Minsk ermordet 24.7.1942 | |
| Wenzelgasse                   | Overbeck, Wilhelmine                                                   | 2006          | Hier wohnte Wilhelmine Overbeck geb. de Leve Jg. 1899 deportiert 1942 1945 KZ Ravensbrück verschollen                                                                                       | |
| Wenzelgasse                   | Schmitz, Wilhelm                                                       | 2003          | Hier wohnte Wilhelm Schmitz Jg. 1872 deportiert Theresienstadt tot 1942 | |
| Wenzelgasse                   | Schmitz, Bruno                                                         | 2003          | Hier wohnte Bruno Schmitz Jg. 1920 ertrunken 1943 auf der Flucht nach Schweden | |
| Wenzelgasse 35                | Wolffberg, Elvira                                                      | 2021          | Hier wohnte Elvira Wolffberg geb. de Schmuckler Jg. 1885 Flucht 1933 Holland interniert Westerbork deportiert 1943 Sobibor ermordet 13.3.1943                                               | |
| Wenzelgasse 35                | Wolffberg, Elisabeth                                                   | 2021          | Hier wohnte Elisabeth Wolffberg geb. de Arnholz Jg. 1862 unfreiwillig verzogen Köln deportiert 1942 Theresienstadt ermordet 30.8.1942                                                       | |
| Wenzelgasse 35                | Wolffberg, Richard                                                     | 2021          | Hier wohnte Richard Wolffberg Jg. 1859 gedemütigt / entrechtet tot 8.6.1941 | |
| Wenzelgasse 35                | Wolffberg, Heinrich                                                    | 2021          | Hier wohnte Heinrich Wolffberg Jg. 1891 verzogen 1933 Breslau deportiert 1943 ermordet in Auschwitz                                                                                         | |
| Wenzelgasse 35                | Wolffberg, Theodor Olof                                                | 2021          | Hier wohnte Theodor Olof Wolffberg Jg. 1924 Flucht 1933 Holland versteckt überlebt | |
| Wenzelgasse 35                | Servos, Julius                                                         | 2022          | Hier wohnte Julius Servos Jg. 1886 verhaftet 1944 Septemberaktion Arbeitserziehungslager Hunswinkel-Lüdenscheid ermordet 1.4.1945                                                           | |
| Wenzelgasse 35                | Servos, Paula                                                          | 2022          | Hier wohnte Paula Servos geb. de Klinkhammer Jg. 1885 ausgegrenzt / drangsaliert ausgewiesen 2.10.1944 überlebt                                                                             | |
| Wenzelgasse 35                | Servos, Werner                                                         | 2022          | Hier wohnte Werner Servos Jg. 1915 verhaftet 1944 Septemberaktion Zwangsarbeitslager Zeitz befreit                                                                                          | |
| Wenzelgasse 32–36             | Weidenbaum, Leopold                                                    | 2014          | Hier wohnte Leopold Weidenbaum Jg. 1888 interniert 1941 Lager Endenich deportiert 1942 Theresienstadt ermordet 1944 Auschwitz                                                               | |
| Wenzelgasse 32–36             | Weidenbaum, Julia                                                      | 2014          | Hier wohnte Julia Weidenbaum Jg. 1896 interniert 1941 Lager Endenich deportiert 1942 Theresienstadt ermordet 1944 Auschwitz                                                                 | |
| Wilhelm-Levison-Straße 1a     | Hanau, Karl                                                            | 2010          | Hier wohnte Karl Hanau Jg. 1878 deportiert 1942 Izbica ermordet | |
| Wilhelm-Levison-Straße 1a     | Hanau, Anna                                                            | 2010          | Hier wohnte Anna Hanau geb. Jakoby Jg. 1887 deportiert 1942 Izbica ermordet | |
| Winterstraße 12               | Henle, Mathilde                                                        | 2010          | Hier wohnte Mathilde Henle Jg. 1876 deportiert 1941 Łodz tot | |
| Wittelsbacher Ring 18         | Gottschalk, Ernst                                                      | 2014          | Hier wohnte Ernst Gottschalk Jg. 1906 interniert 1941 Lager Endenich deportiert 1942 Minsk ermordet 24.7.1942 Maly Trostenez                                                                | |
| Wittelsbacher Ring 18         | Gottschalk, Frieda                                                     | 2014          | Hier wohnte Frieda Gottschalk geb. Frenkel Jg. 1908 interniert 1941 Lager Endenich deportiert 1942 Minsk ermordet 24.7.1942 Maly Trostenez                                                  | |
| Wolfstraße 15                 | Sajonz, Simon L.                                                       | 2005          | Hier wohnte Simon L. Sajonz Jg. 1882 abgeschoben 1938 ermordet im besetzten Polen | |
| Wolfstraße 15                 | Sajonz, Perla                                                          | 2005          | Hier wohnte Perla Sajonz geb. Maymann Jg. 1886 abgeschoben 1939 ermordet im besetzten Polen                                                                                                 | |
| Wolfstraße 15                 | Sajonz, Michael                                                        | 2005          | Hier wohnte Michael Sajonz Jg. 1923 abgeschoben 1939 ermordet im besetzten Polen | |
| Zülpicher Straße 9            | Skarum, Maria                                                          | Nov. 2023     | Hier lebte Maria Skarum Geb. 1899 Ukraine Zwangsarbeiterin Tot 19. Dez. 1944 | |